# Legoué
Legoué est un village du Cameroun situé dans le département du Boumba-et-Ngoko dans la région de l'Est, proche du fleuve Dja. Il fait partie de la commune de Moloundou.

## Population
Selon le recensement réalisé en 2005, le village comptait 175 habitants, dont 94 femmes et 81 hommes. Le village est peuplé principalement par les communautés forestières.  